# 彦根自動車学校
彦根自動車学校（ひこねじどうしゃがっこう）は、彦根自動車教習所株式会社が運営する滋賀県彦根市にある指定自動車教習所。

## 概要
- 所在地：滋賀県彦根市岡町180番地
- 代表取締役：澤兼人

## 沿革
- 1958年 - 彦根自動車学校が、滋賀県の各種学校の自動車練習場として設立。
- 1961年 - 彦根自動車学校が、滋賀県公安委員会の指定自動車教習所となる。滋賀県内で第1号
- 1979年 - 兄弟校として佐和山自動車教習所を東海道本線彦根駅の近くに設置。
- 2013年10月 - 佐和山自動車教習所は、その敷地が彦根駅東土地区画整備事業の対象に組み入れられたため営業を終了し、34年ぶりに統合する。

## 取得免許
- 普通自動車
- 中型自動車
- 普通自動二輪
- 大型自動二輪
- ペーパードライバー
- 限定解除
- その他企業向け研修

## 教習車種
- 普通自動車
  - スバル・インプレッサ（AT）
  - トヨタ・プリウス（高速教習用）
  - トヨタ・コンフォート（MT）
- 中型自動車
  - 日野・レンジャー
- 普通自動二輪車
  - ホンダ・CB400スーパーフォア（MT）
  - スズキ・スカイウェイブ（AT）
- 大型自動二輪車
  - ホンダ・NC750L（MT）
  - スズキ・スカイウェイブ（AT）

## その他
- 同じ彦根市内にある滋賀県立大学とコラボレーションして、2013年から、県立大学生が教習車のデザインを担当している。
- コース敷地内には、50人の飛び出し坊やが描かれた壁面がある。これも県立大学生がデザインした。

## アクセス
- 西日本旅客鉄道（JR西日本）琵琶湖線（東海道本線）「南彦根駅」下車徒歩15分。送迎バス3分
- 近江鉄道「彦根口駅」下車徒歩5分。